# 王㟲
王㟲，贵州福泉人，清朝政治人物，同進士出身。
嘉慶元年（1796年）丙辰科進士，三甲八十九名，官江蘇蕭山縣知縣。